# Jag ska slåss i dina kvarter
Jag ska slåss i dina kvarter, är en låt som Lasse Lindh skrev och deltog med i Melodifestivalen 2009, där låten kom på sista plats i den andra deltävlingen. "Jag ska slåss i dina kvarter" finns på albumet "Svenska hjärtan 05-09" och släpptes även som singel och nådde som högst 49:e plats på den svenska singellistan.
Melodin testades på Svensktoppen den 1 mars 2009, men missade listan .

## Listplaceringar
| Lista (2009) | Topplacering |
| ------------ | ------------ |
| Sverige      | 49           |